# 細谷龍平
細谷 龍平（ほそや りゅうへい）は、日本の外交官、国際公務員。2010年からユネスコ事務局官房長。2013年（平成25年）からマダガスカル駐箚特命全権大使。2016年（平成28年）から福井大学国際地域学部教授。日本ユネスコ国内委員会委員。2018年（平成30年）から公益財団法人日下部・グリフィス学術・文化交流基金理事長。

## 経歴・人物
大阪府出身。東京教育大学附属駒場高等学校（現：筑波大学附属駒場高等学校）を経て、1976年（昭和51年）東京大学教養学部を卒業し、外務省に入省する。オックスフォード大学に留学、卒業。経済協力開発機構 (OECD) 事務局勤務、外務省経済局国際経済第二課長、世界平和研究所主任研究員、駐カナダ公使、駐ケニア公使（ウガンダ、セーシェル、ソマリア、ブルンジおよびルワンダを兼轄）、在ユネスコ代表部公使、国際大学GLOCOMフェロー、アジア歴史資料センター次長、2008年（平成20年）8月駐仏公使、2010年（平成22年）6月ユネスコ（国際連合教育科学文化機関）事務局勤務（事務局長官房長）を経て、2013年（平成25年）1月からマダガスカル駐箚特命全権大使。同年3月からコモロ、4月からモーリシャスを兼轄。2016年（平成28年）4月から福井大学国際地域学部教授。12月から日本ユネスコ国内委員会委員。

## 著作
- 「新しい世界像」（共著、1998年7月、世界平和研究所）
- 「幸福の足袋 〜クリスマスパーティー日本発祥地伝説〜 (福井への旅)」（2022年11月、ウララコミュニケーションズ）

## 同期
- 齋木昭隆（13年外務事務次官・12年外務審議官（政務）・11年駐印大使・08年外務省アジア大洋州局長）
- 鶴岡公二（13年内閣官房審議官兼TPP政府対策本部首席交渉官・12年外務審議官（経済）・10年外務省総合外交政策局長）
- 兒玉和夫（13年OECD大使・外務省研修所長・10年国連大使（次席）・08年外務報道官）
- 木寺昌人（12年駐中国大使・内閣官房副長官補）
- 國方俊男（13年北極担当大使・11年駐チェコ大使）
- 小菅淳一（11年駐ヨルダン大使・06年駐アフガニスタン大使）
- 高田稔久（13年沖縄担当大使・駐ケニア兼ソマリア兼エリトリア兼セーシェル兼ブルンジ大使・10年駐ケニア大使）
- 福川正浩（11年駐ペルー大使）
- 田尻和宏（13年駐パラオ大使）
- 篠田研次（12年駐フィンランド大使）
- 高橋邦夫（11年駐ネパール大使・09年駐スリランカ兼モルディブ大使）
- 久枝譲治（11年駐オマーン大使）
- 加茂佳彦（12年駐アラブ首長国連邦大使）
- 西宮伸一（12年中国大使・10年外務審議官（経済））
- 大塚聖一（12年駐レバノン大使）
- 髙瀬康夫（12年駐ジャマイカ兼ベリーズ兼バハマ大使・09年駐トンガ大使）
- 渡部和男（12年駐コロンビア大使・11年科学技術協力担当大使・08年駐パラグアイ大使）
- 小泉崇（12年駐ブルガリア大使）
- 東博史（13年駐ポルトガル大使・10年駐モーリタニア大使）
- 長内敬（09年駐ラトビア大使）
- 今井治（13年国際テロ対策・組織犯罪対策協力担当兼サイバー政策担当兼安保理非常任理事国選挙及び安保理改革（中南米諸国）担当大使・12年国際テロ対策・組織犯罪対策協力兼サイバー政策担当大使・09年駐エクアドル大使）
- 山本啓司（12年駐ルーマニア大使・11年査察担当大使・駐カメルーン大使）
- 塚原大貮（12年駐ベナン大使）
- 川上公一（12年外交記録公開担当大使・09年駐レバノン大使）